# Portal adovellat de Cal Tint
El Portal adovellat de Cal Tint és una obra d'Oristà (Lluçanès) inclosa a l'Inventari del Patrimoni Arquitectònic de Catalunya.

## Descripció
Gran portal adovellat que dona entrada a la casa de Cal Tint.
Les dovelles són grans i nombroses (13).
A la base del portal hi ha un guardapols.
Dit portal no està datat però ho està una finestra immediata, té inscrit l'any 1799.